# تيك روبيبليك
تيك روبيبليك عبارة عن صحيفة تجارية عبر الإنترنت ومجتمع اجتماعي لمتخصصي تكنولوجيا المعلومات، يقدم المشورة بشأن أفضل الممارسات والأدوات لاحتياجات صانعي القرار في مجال تكنولوجيا المعلومات.
أسست في عام 1997 في لويفيل (كنتاكي)، بواسطة توم كوتينجهام وكيم سبالدينج، وظهر لأول مرة كموقع ويب في مايو 1999.
تم شراء الموقع من قبل شبكات سي نت في عام 2001 مقابل 23 مليون دولار. كانت تك روبوبليك جزءًا من محفظة أعمال شركة Red Ventures جنبًا إلى جنب مع ZDNet وCNET وغيم سبوت وميتاكريتيك. في 9 أغسطس 2021، أعلنت شركة TechnologyAdvice للتسويق التكنولوجي ومقرها ناشفيل عن استحواذها على تيك روبوبليك.